# Manitas de Plata
Manitas de Plata, rodným jménem Ricardo Baliardo (7. srpna 1921 – 5. listopadu 2014) byl francouzský kytarista. Narodil se v karavanu ve městě Cette (později přejmenováno na Sète) na jihu Francie. Jméno Manitas de Plata, což ve španělštině znamená „malé stříbrné ruce“, mu dali členové romské komunity kvůli jeho hudebnímu talentu. Profesionální kariéru zahájil na počátku šedesátých let a brzy začal nahrávat alba. Zemřel v roce 2014 ve věku 93 let.